# 용해열
용해열(溶解熱)은 용질이 용매에 녹을 때 나오는 열이다.
용해열은 대부분 일정한 온도에서 kJ/mol로 표시된다. 에너지 변화는 용질과 용매 내 결합의 흡열 파괴와 용질과 용매 사이의 인력 형성의 세 부분으로 구성되는 것으로 간주할 수 있다.

## 같이 보기
- 격자에너지
- 오스트발트 희석률
- 용해
- 활동도
- 용해 평형